# Колебалдо (Перуђа)
Колебалдо је насеље у Италији у округу Перуђа, региону Умбрија.
Према процени из 2011. у насељу је живело 73 становника. Насеље се налази на надморској висини од 329 м.